# XIX століття до н. е.

## Правителі
- Фараони Аменемхет II, Сенусерт II, Сенусерт III, Аменемхет III, Аменемхет IV (точні дати правління спірні).
- Правитель Біблу Абішев I (близько 1810).
- Царі Ісин Ур-Нінурта (1924 — 1896), Бур-Сін II (1896 — 1874), Ліпіт-Елліль (1874 — 1869), Ерра-імітті (1869 — 1861), Елліль-бані (1861 — 1837), Замбія (1837  — 1834), Ітерпіша (1834 — 1831), Урдулькуга (1831 — 1828), Сін-Магір (1828 — 1817), Дамік-Ілішен I (1817 −1794) .
- Царі Ларс Абісаріхі (1905 — 1895), Сумуель (1895 — 1866), Нур-Адад (1866 — 1850), Сін-Іддін (1850 — 1843), Сін-ерібам (1843 — 1841), Сін-ікішам (1841 — 1836), Циллі-Адад (1836 — 1835), Вараді- Сін (1835 — 1823), Рим-Сін (1823 −1763).
- Царі Вавилона Суму-абум (1894 — 1881), Суму-ла-Ель (1881 — 1845), Сабіум (1845 — 1831), Апіль-Сін (1831 — 1813), Сін -мубалліт (1813 −1793).
- Царі Еламу Ідатту-Напір, Ідатту-Темпті, Епарт, Шільхаха (точні дати правління невідомі).
- Царі хаттов Пітхана, Піуюсті, Анітти (дати правління невідомі).
- Правителі Ашшура Ерішум I, Ікунум, Шарру-кін I, Пузур-Ашшур II, Нарам-Сін, Ерішум II (точні дати правління невідомі), Шамши-Адад I (1813 −1781).
- Царі Ся Сян, Хоу І, Хань Чжо, Шао Кан, Чжу (існування спірно).

## Єгипет
- 1886–1878 — Фараон Сенусерт II. Обмеження влади номархів.
- 1878–1859 — Фараон Сенусерт III. Підпорядкування Північної Ефіопії. Кілька походів і створення потужних фортець у других порогів Нілу. Похід на Палестину.
- 1859–1814 (1842–1797 або 1849–1801) — Фараон Аменемхет III. Ослаблення могутності номархів. Поділ країни на три провінції. Будівництво «Лабіринту» біля Фаюмської оази. Скарбник фараона Схетепібр.
- 1814-близько 1807 — Фараон Аменемхет IV.
- Близько 1807–1801 — Фараон-жінка Нефрусебек.
- 1801–1648 — 13-а династія у Єгипті. Близько 50 фараонів. Збереження влади над Північною Ефіопією і впливу у Біблі.
- 1829–1818 до н. е. — Війна між Єгиптом і Нубіею

## Месопотамія і Мала Азія
- Близько 1900 — Об'єднання ассирійців в однієї держави.
- Близько 1900 — Міста Содом і Гоморра зруйновані землетрусом. (?)
- Близько 1900 (20 століття) — Поселення племен хетів і лувійцев у Малій Азії. Їх змішування з місцевим населенням. Заснування хетами міста Неса.
- Близько 1900 — Купці з Ассирії заснували колонію у Каппадокії.
- Близько 1900 — Хети починають використовувати залізо.
- 1894 — Аморейським племенам, що вторглися, вдається захопити північну частину царства Ісин і створити державу зі столицею у Вавилоні (Бабіліма — «Врата богів» (семіт.)). Перший цар Вавилона — Суму-абум (АМоРе). Другий цар 1-ї династії Вавилона Суму-ла-Ель.
- 1834 — Завоювання Ларсу еламітами. Правитель Емутбал Кудурмабуг садить на престол Ларсу свого сина.
- 1822–1762 (1823–1763) — Цар Ларс Рим-Сін, син Кутурмапук.
- Близько 1813–1780 — Цар Ашшура Шамши-Адад I, син амореїв Іла-кабкабу (захопив владу в Ашшур). Посилення Ассирії. Боротьба з Ешнунною. Завоювання частини Каппадокії. Ассирія ставить від себе у залежність Марі і Ешнунну. Син Шамшиадада Ішме-Даган стає царем Марі. Влада Ассирії поширюється на північний Аккад. Вплив досягає Середземного моря. Столицю переніс у Шубат-Енліль (Півн.-Зах. Сирія).
- 19-18 століття — Існування в Північній Сирії та Північній Месопотамії Аморейської держави Ямхад з центром у Халпі (Алеппо).
- Хеттська імперія в Анатолії
- 1818 до н. е. — Єгипетська кампанія в Ізраїлі
- 1813 до н. е. — Аморитяни захоплюють Північну Месопотамію
- 1800 до н. е. — Вторгнення хетів в Анатолію

## Інші регіони
- 19-15 століття — Будівництво Стоунхенджа на півдні Англії.

## Важливі персони
- 1859–1814 до н. е. — Правління Аменемхета III у Єгипті

## Відкриття
- 1800 до н. е. — Ферментація тіста, зерна і фруктових соків